# Patrik Kadeřávek
Patrik Kadeřávek (* 10. října 1996 Praha) je český lední hokejista hrající na pozici obránce.

## Život
S ledním hokejem v mládí začínal ve středočeském klubu HC Slavoj Velké Popovice. V mládežnických a juniorských kategoriích patřil do kádru pražské Sparty. Během té doby se v sezóně 2012/2013 objevil i v českém reprezentačním výběru hráčů do sedmnácti let. Před ročníkem 2016/2017 přestoupil do klubu znojemských Orlů, kde si poprvé zahrál za muže, a to v mezinárodní Erste Bank Eishockey Liga (EBEL). Po sezóně opět přestoupil, když se na dva roky stal hráčem SK Kadaň. Během druhého roku svého tamního působení navíc hostoval, a sice postupně v Havlíčkově Brodě a v sokolovském Baníku. Do Baníku po sezóně přestoupil a od té doby za něj hraje. V ročníku 2021/2022 se pražská Slavia potýkala s onemocněním některých svých hráčů a od 15. října 2021 se jí povedlo domluvit Kadeřávkovo hostování v pražském klubu na dobu jednoho měsíce s vyhlídkou na možné prodloužení.